# Thomas T. Handy

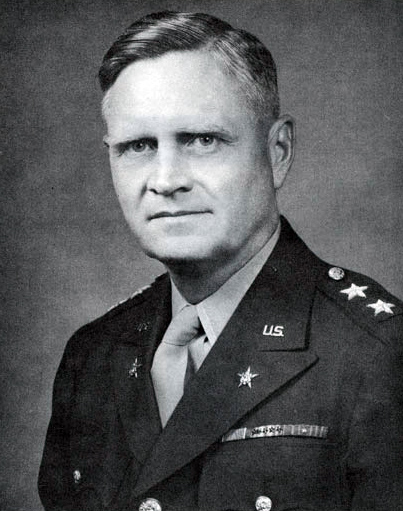
Thomas T. Handy

Thomas Troy Handy (* 11. März 1892 in Spring City; † 12. April 1982) war ein US-amerikanischer General.
Im August 1945 leitete er, als Stellvertreter des abwesenden Generalstabschefs der US Army, den von Präsident Harry S. Truman gegebenen Befehl zum Abwurf der Atombomben auf die japanischen Städte Hiroshima und Nagasaki an die Einsatzkräfte weiter.
Von 1949 bis 1952 war Handy Oberbefehlshaber der US Army in Europa.

## Militärische Laufbahn
Handy war 1914 Absolvent des Virginia Military Institute. Zwei Jahre später kam er zur Feldartillerie und nahm ab August 1917 mit dem 5. Feldartillerie-Regiment der American Expeditionary Forces in Frankreich am Ersten Weltkrieg teil. 1918 wechselte er in die 42. Infanteriedivision, wurde aber noch im selben Jahr ins 151. Feldartillerie-Regiment abkommandiert. Nach Kriegsende und einer Dienstzeit in Deutschland kehrte er nach Fort Sill in Oklahoma zurück. Ab 1921 bis 1925 war er Ausbilder am Virginia Military Institute und besuchte dann die Command and General Staff School in Fort Leavenworth in Kansas. 1928 trat er einen Dienst als Executive Officer bei der 3. Feldartillerie-Brigade an, bei der er in verschiedenen Verwendungen von 1929 bis 1931 in Panama eingesetzt wurde. Anschließend kehrte er nach Fort Sill zurück und war bis 1934 dort als Ausbilder an der United States Army Field Artillery School tätig. Danach studierte Handy am Army War College und nach dem Abschluss ab 1935 weiter am Naval War College.
Nach Ende des Studiums wurde er bis 1940 beim Generalstab der Army eingesetzt, mit Ausnahme eines Jahres, in dem er das Kommando über das 78. Feldartillerie-Bataillon in Fort Benning innehatte. Im Dezember 1941 beförderte man ihn zum Brigadegeneral auf Zeit. Im Juni 1942 folgte, unter gleichzeitiger Beförderung zum Generalmajor auf Zeit, die Ernennung zum stellvertretenden Stabschef mit Verantwortung für die operative Division; sein Vorgänger auf diesem Posten war Dwight D. Eisenhower. Im September 1944 erhielt Handy die Beförderung zum Generalleutnant auf Zeit, im Oktober 1944 zum stellvertretenden Stabschef der US Army. Im März 1945 erhielt er seinen vierten Stern.
Im August 1945 leitete er, in Vertretung des abwesenden Generalstabschefs der US-Army George C. Marshall, den von Präsident Harry S. Truman gegebenen Befehl zum Abwurf der Atombomben auf die japanischen Städte Hiroshima und Nagasaki an die Einsatzkräfte weiter.
Im beginnenden Kalten Krieg wurde Handy im September 1947 zum Kommandierenden General der in Fort Sam Houston (Texas) stationierten 4. US-Armee ernannt. Am 2. September 1949 wurde Handy Nachfolger von General Lucius D. Clay und Clarence R. Huebner als Commander in Chief, US European Command (CINCEUR), also Oberbefehlshaber der US-Streitkräfte in Europa. In dieser Funktion war er auch zuständig für die in den Dachauer Prozessen verurteilten NS-Kriegsverbrecher. Aufgrund von Petitionen überprüfte er Anfang 1951 die ergangenen Urteile und wandelte den Großteil der wenigen noch nicht vollstreckten Todesurteile in Haftstrafen um bzw. milderte bei vielen der im Kriegsverbrechergefängnis Landsberg Inhaftierten die Dauer der Haftstrafen ab. Im Jahr 1952 amtierte Handy, bedingt durch eine Umstrukturierung, kurzzeitig unter der Bezeichnung Commander in Chief, U.S. Army Europe/Commander Central Army Group (CINCUSAREUR/COMCENTAG). Als im selben Jahr Matthew B. Ridgway als Nachfolger Eisenhowers zum Supreme Allied Commander, Allied Powers, also zum Oberkommandierenden der Alliierten Streitkräfte in Europa, ernannt wurde, übernahm Handy bis zur Pensionierung 1954 vorübergehend die niedrigere Position als sein Stellvertreter (Deputy Commander in Chief US European Command, kurz DCINCEUR). Anschließend kehrte er nach Washington, D.C. zurück, später übersiedelte er nach San Antonio in Texas.
Thomas Troy Handy hatte von 1916 bis 1954 insgesamt 38 Jahre in der US Army gedient und wurde auf dem Nationalfriedhof Arlington begraben.

## Auszeichnungen
Auswahl der Dekorationen, sortiert in Anlehnung der Order of Precedence of Military Awards:
- Distinguished Service Cross
- Army Distinguished Service Medal (3 ×)
- Legion of Merit
- Großoffizier des belgischen Leopoldsorden
- Kommandeur der französischen Ehrenlegion
- französisches Croix de guerre
- Commander of the Order of the British Empire